# Alstom Transport
Alstom Transport  — дочірнє підприємство французького Alstom, яке займається випуском обладнання та машин для електровозів, електропоїздів, трамваїв і інфрастуктури. Розташоване в місті Бельфор.

## Залізнична продукція
- Рухомий склад
  - У компанію входять підрозділи TGV і AGV з випуску однойменних високошвидкісних поїздів, трамваї серії Citadis, склади метро, приміські електропоїзди Coradia, локомотиви Prima.
- Залізнична інфраструктура
  - Alstom розробляє, виробляє і встановлює залізничну техніку, призначену для інформаційних систем, зв'язку, енергопостачання, автоведення поїзда.